# Dursun
Dursun ist ein türkischer männlicher Vorname mit der Bedeutung „Sei ihm ein langes Leben beschieden“; in der Alltagssprache bedeutet es die Aufforderung: „Hör auf damit!“ Dursun kommt auch als Familienname vor.

## Verbreitung
Der Name wird in Deutschland eher selten vergeben, in den letzten 10 Jahren rund 40 Mal. In Österreich kommt der Name seit 1995 in der Namensgebung vor, er wird aber nicht häufig gewählt. Von 1984 bis 2023 insgesamt 22 Mal. In der Schweiz tragen ihn 97 Jungen (Stand 2023). Dursun wird in Frankreich seit Mitte der 1970er Jahre vergeben, aber in einem geringen Volumen. In den Niederlanden wird der Name seit Anfang der 1970er Jahre bei der Namenswahl berücksichtigt. Er wird zwar regelmäßig vergeben, ist aber nicht sehr beliebt. Seine Vergabe ist auch in Dänemark und England nachgewiesen.

## Namensträger

### Vorname
- Dursun Akçam (1930–2003), türkischer Schriftsteller
- Dursun Ali Baran (1936–2020), türkischer Fußballspieler
- Dursun Çiçek (* 1960), türkischer Marine-Oberst
- Dursun Ali Eğribaş (1933–2014), türkischer Ringer
- Dursun Karataş (1952–2008), Gründer und Führer der Untergrundorganisation Revolutionäre Volksbefreiungspartei-Front
- Dursun Karatay (* 1984), österreichischer Fußballspieler

### Familienname
- Abdurrahim Dursun (* 1998), türkischer Fußballspieler
- Ahmet Dursun (* 1978), türkischer Fußballspieler
- Can Dursun (* 1992), dänischer Fußballspieler
- Davut Dursun (* 1953/54), türkischer Politologe und Beamter
- Furkan Dursun (* 2005), österreichischer Fußballspieler
- Hamza Dursun (* 1994), türkischer Skilangläufer
- Salih Dursun (* 1991), türkischer Fußballspieler
- Sedat Dursun (* 1997), türkischer Fußballspieler
- Serdar Dursun (* 1991), deutsch-türkischer Fußballspieler
- Turan Dursun (1934–1990), türkischer Religionskritiker und Bürgerrechtler